# Violette Szabo
Violette Szabo (születési nevén Violette Reine Elizabeth Bushell) (Párizs, 1921. június 26. – Ravensbrück, 1945. február 5.) a külföldi titkos akciókat végrehajtó brit Különleges Műveletek Parancsnoksága (SOE) francia-brit ügynöke volt. Két bevetésben vett részt a nácik által megszállt Franciaországban, a másodikon elfogták, később agyonlőtték.

## Élete
Édesapja, Charles Bushell angol, édesanyja, Reine Bushell francia volt. A lánynak négy fivére volt. Gyerekkorának korai szakaszát Pikárdiában töltötte nagynénjénél, mert szülei a gazdasági válság miatt Nagy-Britanniába költöztek. A családegyesítésre 1932-ben Londonban került sor. A Burnley Road 18-ban laktak, amelynek falán ma emléktábla tiszteleg előtte. Idejének java részét fiúk – fivérei és unokatestvérei – társaságában töltötte; jó atléta és tornász volt, biciklizett, valamint apja megtanította lőni is.
Iskolába 14 éves koráig Brixtonba járt, majd egy francia fehérneműboltban helyezkedett el. Később az Oxford Street-i Woolworths-ban talált munkát, majd Brixtonban, a Le Bon Marche nevű boltban árult parfümöket. A háború kitörésekor csatlakozott a Women’s Land Armyhoz, amely női munkaerővel segítette a mezőgazdaságot. Szabo epret szedett Hampshire-ben, majd 1941-ben a kiegészítő területi szolgálat (Auxiliary Territorial Services) tagja lett.
1940-ben megismerkedett Étienne Szabóval, a Francia Idegenlégió tisztjével; szerelembe estek és öt hét múlva összeházasodtak. Violette Szabo telefonközpontosként helyezkedett el a londoni főpostán, férje pedig visszatért szolgálati helyére, Afrikába. 1942. június 8-án megszületett a lányuk, Tania. Étienne Szabo 1942-ben, a második el-alameini csata során hősi halált halt.

## A hírszerzőknél
A lesújtott nő csatlakozott a brit hadsereg különleges műveleti egységének F részlegéhez. Mivel folyékonyan beszélt angolul és franciául, különösen hasznos volt az SOE számára. Kiképzést Skóciában és Hampshire-ben kapott. Első küldetése a németek által a normandiai Salesmen-hálózatnak okozott kár felmérése volt. Egyedül, álnéven Rouenba utazott, ahol azt tapasztalta, hogy a szervezetet felgöngyölítették. Párizsba ment Phillipe Liewer-hez, a hálózat irányítójához, hogy tájékoztassa, majd Nagy-Britanniába repült.
1944-ben önként jelentkezett egy új akcióra, és bajtársaival 1944. június 8-án, két nappal a normandiai partraszállás után ejtőernyővel Limoges közelében német területre ugrott. Feladatuk az volt, hogy új ellenálló-hálózatot építsenek ki a környéken. Június 10-én gépkocsival indult el az ellenállás egyik, Anastasie fedőnevű vezetőjével, hogy Jacques Poirier ellenállóval találkozzanak. Belefutottak egy ellenőrzőpontba, ahol megpróbáltak megfordulni az autóval, de tűzharc tört ki. Szabót a németek elfogták, de segítségével társának sikerült megszöknie.
A németek őrizetbe vették a fiatal nőt. Először a limoges-i börtönbe, majd Párizsba vitték, ahol brutálisan bántalmazták. Kihallgatása az SS biztonsági szolgálatának Foch sugárúti főhadiszállásán folyt.
1944 augusztusában 39 másik fogollyal a saarbrückeni táborba vitték. Útközben a szövetséges légierő megtámadta a vonatukat. A bombázás alatt Szabónak, Denise Bloch-nak és Lilian Rolfénak – nagy kockázat vállalásával – sikerült vizet szerezniük a férfi foglyoknak. Tíz nap múlva hármójukat a ravensbrücki, majd a torgaui koncentrációs táborba küldték tovább. Több hónap után visszavitték őket Ravensbrückbe, ahol megkínozták őket. 1945. február 5-én Violette Szabót tarkón lőtték. Két társát szintén megölték. Posztumusz megkapta a civileknek adható legmagasabb katonai kitüntetést, a György-keresztet, amely jelenleg az Imperial War Museumban látható.

## Emlékezete
Az emlékének szentelt Wormelow Tump-i múzeum, a Violette Szabo Museum 2000 júniusban nyílt meg. Az ötletadó Rosemary Rigby, Szabo nagynénje volt. Violette Szabo életéről könyv és film is született, Carve Her Name with Pride címmel. A könyvet Rubeigh James Minney írta. A filmjében Virginia McKenna játszotta a titkosügynököt.